# William Temple

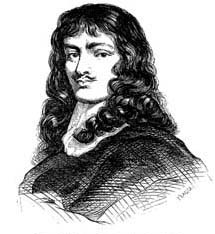
Sir William Temple

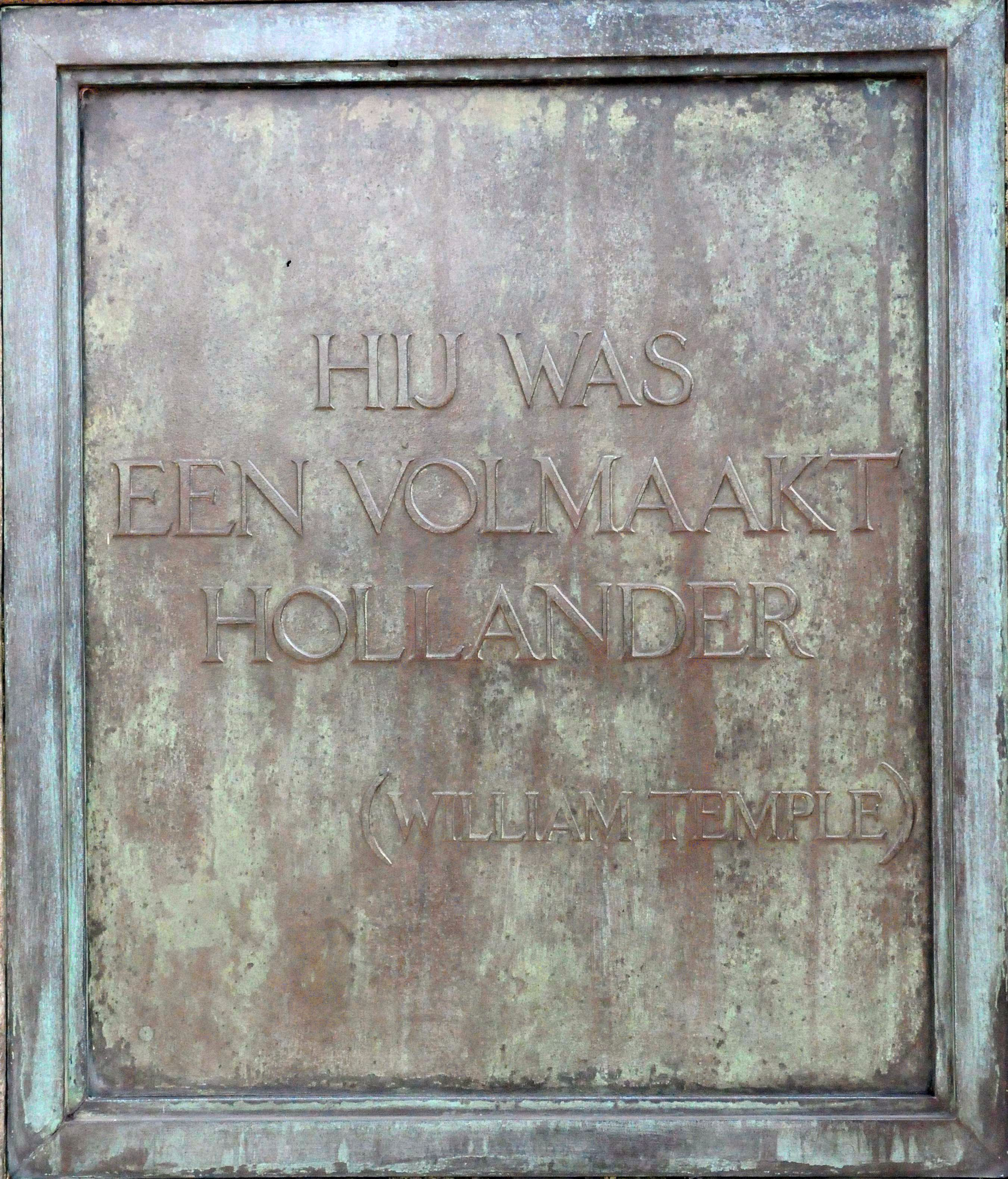
Citaat van de Britse diplomaat William Temple op een van de plaquettes van het standbeeld van Johan de Witt in Den Haag.

Sir William Temple (Londen, 25 april 1628 – Farnham, 27 januari 1699)
was een Engels diplomaat en essayist.
Hij bezocht het Emmanuel College van de Universiteit van Cambridge. In 1648 maakte hij kennis met Dorothy Osborne en werd verliefd op haar. Hoewel Dorothy's familie, die uit overtuigde royalisten bestond, tegen de relatie was en diverse andere huwelijkskandidaten naar voren schoof, trouwden zij uiteindelijk toch in 1655. Tot die tijd schreven zij elkaar met grote regelmaat. Haar brieven werden in 1888 gepubliceerd.
Het paar vestigde zich in Ierland, waar Temple in 1661 deel uitmaakte van het parlement. In 1663 keerden zij terug naar Engeland. William Temple voerde vervolgens diverse diplomatieke missies uit in het buitenland. Hij was in 1666 afgevaardigde bij de Vrede van Kleef, gezant in Brussel en ontving in datzelfde jaar de titel van baronet. In 1668 onderhandelde hij met succes in de Triple Alliantie tussen Engeland, Holland en Zweden. Hij werd daarop ambassadeur in Den Haag, maar werd in 1670 teruggeroepen, toen Karel II een geheim verdrag had gesloten met Lodewijk XIV. In 1674 keerde hij terug naar Holland, na afloop van de Derde Engels-Nederlandse Oorlog en onderhandelde hij over het huwelijk tussen Willem III en de Engelse prinses Mary.
Hierna trok hij zich terug in zijn huis in Sheen en later in Farnham, waar Jonathan Swift enige tijd fungeerde als zijn secretaris. De hem aangeboden functie als minister (Secretary of State) weigerde hij en hij besteedde zijn tijd vervolgens aan het schrijven van essays. Swift stond hem bij tijdens de voorbereiding voor publicatie van zijn brieven, essays en memoires (Memoirs, 1692).
Zijn korte essays werden onder de titel Miscellanea in drie delen gepubliceerd in 1680, 1690 en 1701. Het tweede deel hiervan bevat het essay Of Ancient and Modern Learning, dat leidde tot een controverse over klassieke en moderne literatuur, waarover Jonathan Swift in 1697 The Battle of the Books schreef.
Andere essays van Temple werden gepubliceerd onder de titels Essay upon the Present State of Ireland (1668), Observations upon the United Provinces of the Netherlands (1672) en The Advancement of Trade in Ireland (1673).
Een uitspraak van hem over Johan de Witt, "Hij was een volmaakt Hollander", is vereeuwigd op een plaquette bij het standbeeld van De Witt in Den Haag.
Temple kreeg bij zijn echtgenote negen kinderen. Zeven stierven als baby, een dochter overleed op veertienjarige leeftijd aan de pokken en een zoon pleegde voor zijn dertigste zelfmoord. Deze liet twee dochters na.